# Землеройковая крыса
Землеройковая крыса (лат. Rhynchomys soricoides) — вид грызунов семейства мышиных (Muridae).
Отличительной чертой животных является сильно вытянутая мордочка с подвижным носом. Размером с обыкновенную крысу, хвост короче, чем тело.
Окраска оливково-серая. Коренные зубы редуцированы, как у селевинии. Питается различными беспозвоночными (червями, улитками, насекомыми) и мякотью фруктов. Очень редкий и малоизученный вид. До сих пор в руки учёных попало около десятка экземпляров из горных лесов (на высоте 2300—2400 метров над уровнем моря) Лусона (в составе Филиппинских островов). Вид занесён в Международную Красную Книгу.